# ジェロルド・ノースロップ・ムーア
ジェロルド・ノースロップ・ムーア（Jerrold Northrop Moore、1934年3月1日 - 2024年5月18日）は、アメリカ合衆国の音楽学者。サー・エドワード・エルガーの人生と音楽について取り上げた伝記やその他関連する著作によって知られている。また、蓄音機/グラモフォンの歴史の権威でもある。

## 経歴
ムーアは、ニュージャージー州パターソンに生まれ育った。イェール大学に学び、1958年から1961年にかけてロチェスター大学で教え、次いで1961年から1970年までイェール大学の歴史的録音資料のキュレーター（学芸員）を務めた。1970年以降はイングランドに移り住んだ。
2024年5月18日に死去。90歳没。

## エルガーに関する著作
ジェロルド・ノースロップ・ムーアの著書『Edward Elgar: A Creative Life』は1984年に出版され、その後も長く版を重ねており、マイケル・ケネディのものと並んでエルガーについての決定的な伝記のひとつと考えられている。
エルガーに関するムーアの著作には以下がある。
- The Elgar Complete Edition (joint editor)
- An Elgar Discography (1963)
- Elgar: a Life in Photographs (1972–74)
- Elgar on Record (1974)
- Spirit of England: Edward Elgar in his World (1984)
- Elgar and his Publishers: Letters of a Creative Life, Vols. I and II (1987)
- Edward Elgar: the Windflower Letters (1989)
- Edward Elgar: Letters of a Lifetime (1990)
- Elgar: Child of Dreams (2004).[1][3]

エルガー協会は、エルガーとその音楽がより広く愛聴されることに十年以上にわたって顕著な貢献をした演奏家や研究者に与えられる最高の栄誉であるエルガー協会メダルを、ムーアに授与している。

## その他の著作
その他のムーアの著作には以下がある。
- A Voice in Time: the Gramophone of Fred Gaisberg (1976)
- Music and Friends: Seven Decades of Letters to Adrian Boult (1979)
- Sound Revolutions: A Biography of Fred Gaisberg Founding Father of Commercial Sound Recording (1999)
- F. L. Griggs, 1876–1938: The Architecture of Dreams (2000)
- Vaughan Williams: a Life in Photographs (1992)
- Confederate Commissary General
- Historical sound recordings program at Yale University
- Philharmonic Jubilee 1932-1982[1][3]